# Gieorgij Czełpanow
Gieorgij Iwanowicz Czełpanow (ros. Гео́ргий Ива́нович Челпа́нов; ur. 1862 w Mariupolu, zm. 13 lutego 1936 w Moskwie) – rosyjski filozof i psycholog. Był przedstawicielem tzw. legalnego marksizmu.

## Poglądy filozoficzne
Czełpanow propagował tak zwany paralelizm empiryczny, zgodnie z którym to, co fizyczne, nie może zrodzić tego, co psychiczne. Zjawiska fizyczne i psychiczne zachodzą równolegle. Zjawiska psychiczne rodzi wola, dusza, w ostatecznym rachunku — Bóg; poznać je można tylko w drodze samoobserwacji, „doświadczenia wewnętrznego”. Wola, uczucia, myśli dane są bezpośrednio, materia zaś i atomy — to tylko hipoteza.